# Jogos Asiáticos de Inverno de 2007
Os Jogos Asiáticos de Inverno de 2007 foram a sexta edição do evento multiesportivo realizado na Ásia. O evento foi realizado em Changchun, na República Popular da China e contou com a participação de 478 atletas masculinos e 318 atletas femininos do total de 796 participantes.
O logotipo escolhido foram duas formas, uma em verde (representando a paz) e outra em azul (representando o clima da época e a ciência e a tecnologia da cidade), que formavam um salto de esqui, realizado por atleta. O sol vermelho do Conselho Olímpico da Ásia dava forma a sua cabeça. O mascote escolhido foi Lulu, um cervo nippon visto com frequência pela localidade.

## Países participantes
Esta edição ficou marcada devido ao fato de todos os 45 membros do Conselho Olímpico da Ásia enviarem delegações . Mas apenas 26 Comitês Olímpicos Nacionais competiram nos jogos.
| - Afeganistão (3) - Cazaquistão (104) - China (159) - Coreia do Sul (118) - Coreia do Norte (66) - Hong Kong (26) - Emirados Árabes Unidos (19) - Filipinas (5) - Índia (5) | - Irão (14) - Jordânia (3) - Japão (112) - Kuwait (22) - Líbano (3) - Macau (26) - Malásia (21) - Mongólia (23) - Nepal (2) | - Paquistão (7) - Palestina (1) - Quirguistão (5) - Tailândia (23) - Tajiquistão (3) - Turquemenistão (1) - Taipé Chinesa (14) - Uzbequistão (11) |

Os seguintes países não enviaram delegações de atletas:
| - Arábia Saudita - Bahrein - Bangladesh - Butão - Brunei - Camboja - Iêmen | - Indonésia - Iraque - Laos - Maldivas - Myanmar - Omã | - Catar - Singapura - Sri Lanka - Síria - Timor-Leste - Vietname |

## Modalidades
Dez modalidades formaram o programa dos Jogos:
| - Biatlo - Curling - Esqui alpino - Esqui cross-country - Esqui estilo livre | - Hóquei no gelo - Patinação artística - Patinação de velocidade - Patinação de velocidade em pista curta - Snowboard |

## Quadro de medalhas
País sede destacado.
| Ordem | País          | Medalha de ouro | Medalha de prata | Medalha de bronze |     |
| ----- | ------------- | --------------- | ---------------- | ----------------- | --- |
| 1     | China         | 19              | 19               | 23                | 61  |
| 2     | Japão         | 13              | 9                | 14                | 36  |
| 3     | Coreia do Sul | 9               | 13               | 11                | 33  |
| 4     | Cazaquistão   | 6               | 6                | 6                 | 18  |
| 5     | Mongólia      |                 |                  | 1                 | 1   |
| 5     | Uzbequistão   |                 |                  | 1                 | 1   |
| TOTAL | TOTAL         | 47              | 47               | 56                | 150 |